# Norm Ullman
Norman Victor Alexander Ullman, född 26 december 1935 i Provost, Alberta, är en kanadensisk före detta professionell ishockeyspelare. Ullman spelade för Detroit Red Wings och Toronto Maple Leafs i NHL samt för Edmonton Oilers i WHA åren 1955–1977.
Ullman spelade 1410 grundseriematcher i NHL under vilka han gjorde 490 mål och 739 assists för sammanlagt 1229 poäng. Han gjorde dessutom 83 poäng på 106 slutspelsmatcher. Ullman gjorde minst 20 mål i NHL:s grundserie under 16 säsonger. Säsongen 1964–65 gjorde han 42 mål för Detroit Red Wings vilket var flest av alla spelare i ligan.
1982 valdes Ullman in som ärad medlem i Hockey Hall of Fame.

## Statistik
WCJHL = Western Hockey League
| 1951–52      | Edmonton Oil Kings  | WCJHL        | 1    | 1   | 0   | 1    | 0   | 1   | 0  | 0  | 0  | 0  |
| 1952–53      | Edmonton Oil Kings  | WCJHL        | 36   | 29  | 47  | 76   | 4   | 13  | 4  | 6  | 10 | 0  |
| 1953–54      | Edmonton Oil Kings  | WCJHL        | 36   | 56  | 45  | 101  | 17  | 10  | 11 | 26 | 37 | 0  |
| 1953–54      | Edmonton Flyers     | WHL          | 1    | 1   | 0   | 1    | 0   | —   | —  | —  | —  | —  |
| 1954–55      | Edmonton Flyers     | WHL          | 60   | 25  | 34  | 59   | 23  | 9   | 3  | 1  | 4  | 6  |
| 1955–56      | Detroit Red Wings   | NHL          | 66   | 9   | 9   | 18   | 26  | 10  | 1  | 3  | 4  | 13 |
| 1956–57      | Detroit Red Wings   | NHL          | 64   | 16  | 36  | 52   | 47  | 5   | 1  | 1  | 2  | 6  |
| 1957–58      | Detroit Red Wings   | NHL          | 69   | 23  | 28  | 51   | 38  | 4   | 0  | 2  | 2  | 4  |
| 1958–59      | Detroit Red Wings   | NHL          | 69   | 22  | 36  | 58   | 42  | —   | —  | —  | —  | —  |
| 1959–60      | Detroit Red Wings   | NHL          | 70   | 24  | 34  | 58   | 46  | 6   | 2  | 2  | 4  | 0  |
| 1960–61      | Detroit Red Wings   | NHL          | 70   | 28  | 42  | 70   | 34  | 11  | 0  | 4  | 4  | 4  |
| 1961–62      | Detroit Red Wings   | NHL          | 70   | 26  | 38  | 64   | 54  | —   | —  | —  | —  | —  |
| 1962–63      | Detroit Red Wings   | NHL          | 70   | 26  | 30  | 56   | 53  | 11  | 4  | 12 | 16 | 14 |
| 1963–64      | Detroit Red Wings   | NHL          | 61   | 21  | 30  | 51   | 55  | 14  | 7  | 10 | 17 | 6  |
| 1964–65      | Detroit Red Wings   | NHL          | 70   | 42  | 41  | 83   | 70  | 7   | 6  | 4  | 10 | 2  |
| 1965–66      | Detroit Red Wings   | NHL          | 70   | 31  | 41  | 72   | 35  | 12  | 6  | 9  | 15 | 12 |
| 1966–67      | Detroit Red Wings   | NHL          | 68   | 26  | 44  | 70   | 26  | —   | —  | —  | —  | —  |
| 1967–68      | Detroit Red Wings   | NHL          | 58   | 30  | 25  | 55   | 26  | —   | —  | —  | —  | —  |
|              | Toronto Maple Leafs | NHL          | 13   | 5   | 12  | 17   | 2   | —   | —  | —  | —  | —  |
| 1968–69      | Toronto Maple Leafs | NHL          | 75   | 35  | 42  | 77   | 41  | 4   | 1  | 0  | 1  | 0  |
| 1969–70      | Toronto Maple Leafs | NHL          | 74   | 18  | 42  | 60   | 37  | —   | —  | —  | —  | —  |
| 1970–71      | Toronto Maple Leafs | NHL          | 73   | 34  | 51  | 85   | 24  | 6   | 0  | 2  | 2  | 2  |
| 1971–72      | Toronto Maple Leafs | NHL          | 77   | 23  | 50  | 73   | 26  | 5   | 1  | 3  | 4  | 6  |
| 1972–73      | Toronto Maple Leafs | NHL          | 65   | 20  | 35  | 55   | 10  | —   | —  | —  | —  | —  |
| 1973–74      | Toronto Maple Leafs | NHL          | 78   | 22  | 47  | 69   | 12  | 4   | 1  | 1  | 2  | 0  |
| 1974–75      | Toronto Maple Leafs | NHL          | 80   | 9   | 26  | 35   | 8   | 7   | 0  | 0  | 0  | 2  |
| 1975–76      | Edmonton Oilers     | WHA          | 77   | 31  | 56  | 87   | 12  | 4   | 1  | 3  | 4  | 2  |
| 1976–77      | Edmonton Oilers     | WHA          | 67   | 16  | 27  | 43   | 28  | 5   | 0  | 3  | 3  | 0  |
| WCJHL totalt | WCJHL totalt        | WCJHL totalt | 73   | 86  | 92  | 178  | 21  | 24  | 15 | 32 | 47 | 0  |
| WHL totalt   | WHL totalt          | WHL totalt   | 61   | 26  | 34  | 60   | 23  | 9   | 3  | 1  | 4  | 6  |
| WHA totalt   | WHA totalt          | WHA totalt   | 144  | 47  | 83  | 130  | 40  | 9   | 1  | 6  | 7  | 2  |
| NHL totalt   | NHL totalt          | NHL totalt   | 1410 | 490 | 739 | 1229 | 712 | 106 | 30 | 53 | 83 | 67 |